# Damiano Tommasi
Damiano Tommasi, född 17 maj 1974 är en före detta fotbollsspelare från Italien. Tommasi som spelade som mittfältare och inledde karriären i Verona 1993 i italienska Serie B. 1996 värvades han till AS Roma där han kom att stanna i tio år. 2001 fick han vara med och vinna Serie A med Roma. Tommasi spelade för Italien under VM 2002 i Japan och Sydkorea.
Tommasi är idag borgmästare i Verona. 